# Distoneura marmorata
Distoneura marmorata là một loài bướm đêm trong họ Geometridae.